# Außenseiter-Spitzenreiter
Außenseiter-Spitzenreiter (Untertitel: Kundendienst für Neugierige) ist eine Fernsehsendung des MDR. Sie wurde ab dem 18. Juni 1972 vom Fernsehen der DDR ausgestrahlt, ist die am längsten laufende Unterhaltungssendung des Deutschen Fernsehens und hat beispielsweise neben Polizeiruf 110 und Unser Sandmännchen als eine Sendereihe des DDR-Fernsehens überdauert.

## Inhalt
In der Sendung wird Kurioses und Hintergründiges vorgestellt, so Menschen mit außergewöhnlichen Hobbys und Begabungen, nicht alltägliche Erfindungen oder ungewöhnliche Rekorde (zum Beispiel: Wer hat die meisten Vornamen?). Die Moderatoren klingeln unangemeldet bei den betreffenden Personen, welche größtenteils aus dem Bekanntenkreis empfohlen wurden.
Am Ende der Sendung werden neue Fragen eingeblendet, die in der nächsten Folge Thema werden können. Das an das Publikum gerichtete Motto der Sendung lautet: „Und bleiben Sie immer schön neugierig.“

## Geschichte

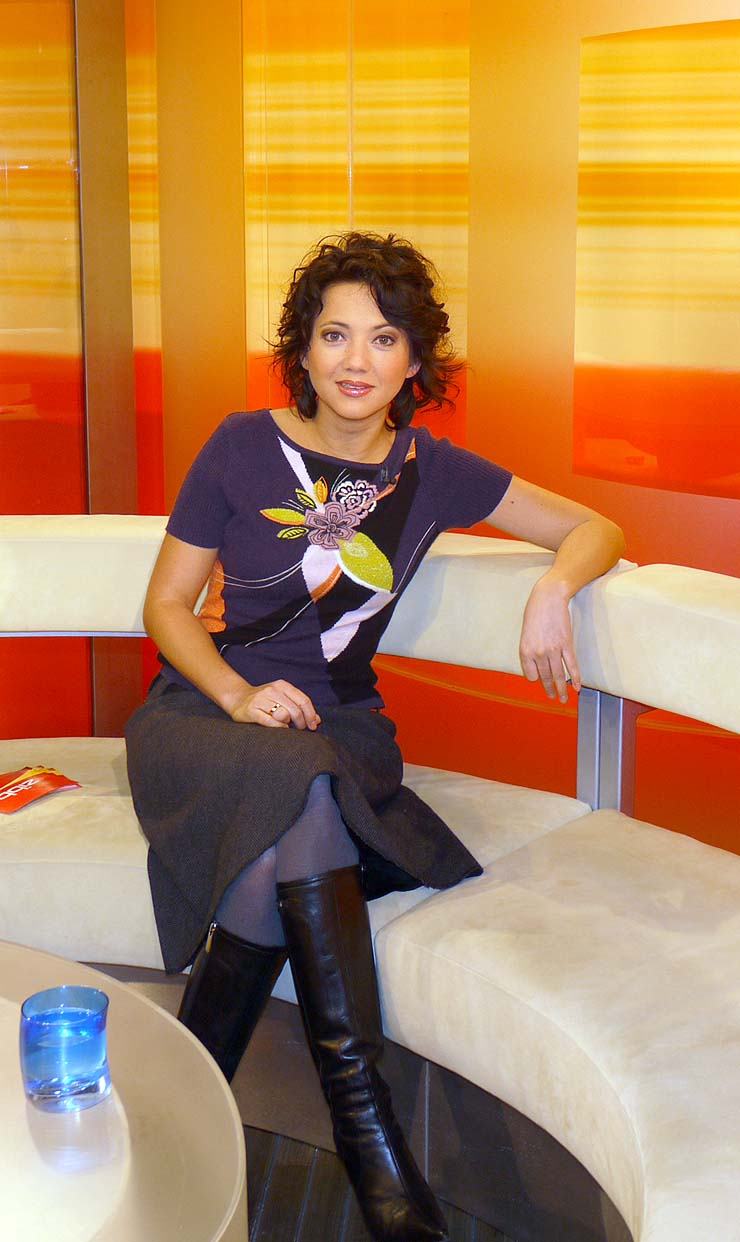
Madeleine Wehle, die die Sendung von 2012 bis 2024 moderierte

Die Idee zu der Sendung hatte Hans-Joachim Wolfram mit der Absicht, ein Gegenstück zu diversen Musiksendungen zu schaffen. Erstausstrahlung war am 18. Juni 1972 im Fernsehen der DDR. In dieser gingen die Moderatoren Hans-Joachim Wolfram und Hans-Joachim Wolle der Frage nach, ob ein Opernsouffleur vorsagt oder vorsingt.
Bis 1993 war Hans-Joachim Wolle Co-Moderator der Sendung, welcher mit Interviews am FKK-Strand bekannt wurde. Er fragte, selbst ebenfalls nur mit seinem Tonbandgerät „bekleidet“, die Badegäste nach Benimmregeln im Nackturlaub. Wolle wurde von Christine Stüber-Errath abgelöst, die 2007 aus persönlichen Gründen ihre Fernseharbeit beendete. Danach war Hans-Joachim Wolfram alleiniger Moderator der Sendung, bis seine Tochter Katja, die bereits seit 2001 für die Zuschauerkontakte der Sendung zuständig ist, Co-Moderatorin wurde.
Am 31. Mai 2006 war die 300. Folge im MDR zu sehen.
Über die Geschichte dieser Sendung veröffentlichte der Moderator und Produzent Hans-Joachim Wolfram im Jahre 2003 ein Buch mit dem Titel 30 Jahre Außenseiter Spitzenreiter.
Am 14. Dezember 2011 moderierte Hans-Joachim Wolfram zum letzten Mal die Sendung. Im Januar 2012 trat Madeleine Wehle an seine Stelle.
Ende November 2024 wurde bekannt, dass der MDR die regelmäßige Sendung nach 52 Jahren einstellt. Der Sender begründet dies mit veränderten, wirtschaftlichen Rahmenbedingungen sowie dem Wandel in der Mediennutzung und der Bedürfnisse für Medienangebote. Es solle noch Specials geben, wie am 26. Dezember 2024 die 90-minütige Sendung „Die große Reise“ mit einem Rückblick.